# Droits LGBT en Corée du Nord
Pour des articles plus généraux, voir Droits LGBT et LGBT+ en Corée du Nord.
Bien que l'homosexualité et la transidentité ne soient pas illégales en Corée du Nord, le gouvernement ne reconnait pas les droits des personnes LGBT.

## Loi constitutionnelle
La constitution de la Corée du Nord dispose que « les citoyens jouissent de l'égalité de droits dans tous les domaines de la vie étatique et sociale », mais n'évoque pas l'orientation sexuelle ou d'identité de genre des citoyens. Elle exprime aussi protéger « le mariage et la famille », sans aucune allusion à l'homosexualité.